# Воля-Угруська
Воля-Угруська (пол. Wola Uhruska) — село в Польщі, у гміні Воля-Угруська Володавського повіту Люблінського воєводства. Населення — 1723 особи (2011).

## Історія
За даними етнографічної експедиції 1869—1870 років під керівництвом Павла Чубинського, у селі переважно проживали греко-католики, які розмовляли українською мовою.
1943 року польські шовіністи вбили в селі 4 українців.

## Населення
Демографічна структура станом на 31 березня 2011 року:
|          | Загалом | Допрацездатний вік | Працездатний вік | Постпрацездатний вік |
| -------- | ------- | ------------------ | ---------------- | -------------------- |
| Чоловіки | 832     | 156                | 587              | 89                   |
| Жінки    | 891     | 150                | 526              | 215                  |
| Разом    | 1723    | 306                | 1113             | 304                  |

## Транспорт
Через село проходять воєводські дороги № 816 між Тересполем та Зосином, так звана «Наджбужанка» та № 819 з Волі-Угруської до Парчева.
Є залізнина станція Угруськ на лінії Холм — Влодава.

## Особистості

### Народилися
- Тадеуш Ковальський (нар. 1972) — польський борець вільного стилю.